# 兵庫県道355号楠原三木線
兵庫県道355号楠原三木線（ひょうごけんどう355ごう くすはらみきせん）は、兵庫県三木市を通る一般県道である。

## 概要
三木市吉川町楠原から三木市細川町増田に至る。

### 路線データ
- 起点：三木市吉川町楠原（兵庫県道506号市野瀬有馬線交点）
- 終点：三木市細川町増田（谷口交差点、兵庫県道85号神戸加東線交点）
- 総延長：3.774 km

## 路線状況
三木市の吉川地区から細川地区までを東西に結ぶ道として機能しており、兵庫県道144号西脇口吉川神戸線を経由して口吉川地区を結んでいる一般県道である。起点から、国道428号までは道が狭いが、国道428号の重複以降から終点までは2車線の道であるが、歩道設備が貧弱であり、整備を要望している。

### 重複区間
- 国道428号・兵庫県道354号淡河吉川線（三木市吉川町奥谷・二ツ子町交差点 - 三木市吉川町湯谷）
- 兵庫県道144号西脇口吉川神戸線（三木市細川町中里）

### 道路施設

#### 橋梁
- 五羅木橋（奥谷川、三木市）
- 大田井橋（小川川、三木市）
- 杉橋（小川川、三木市）
- 垂上橋（小川川、三木市）

## 地理

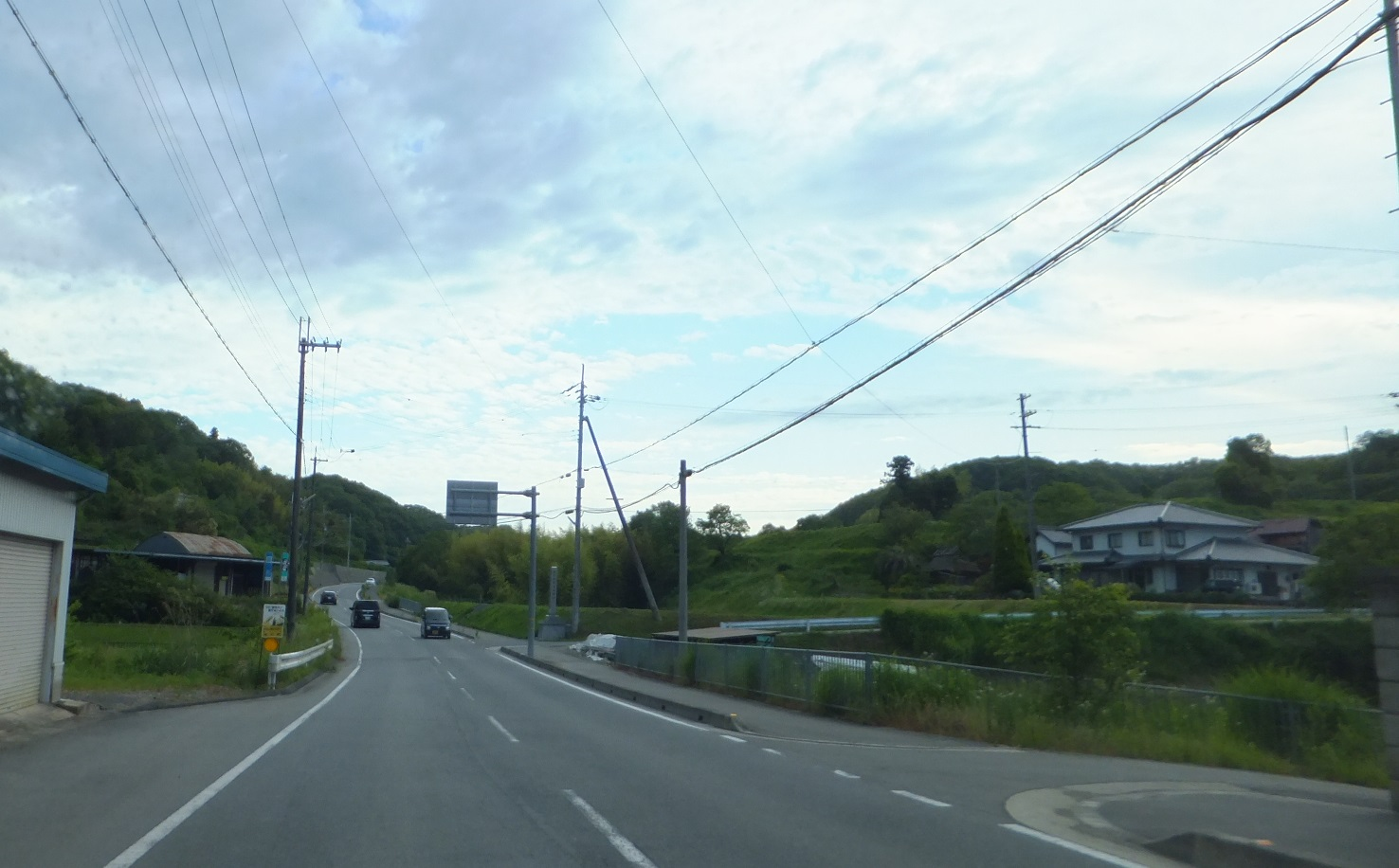
起点付近
三木市吉川町楠原で撮影

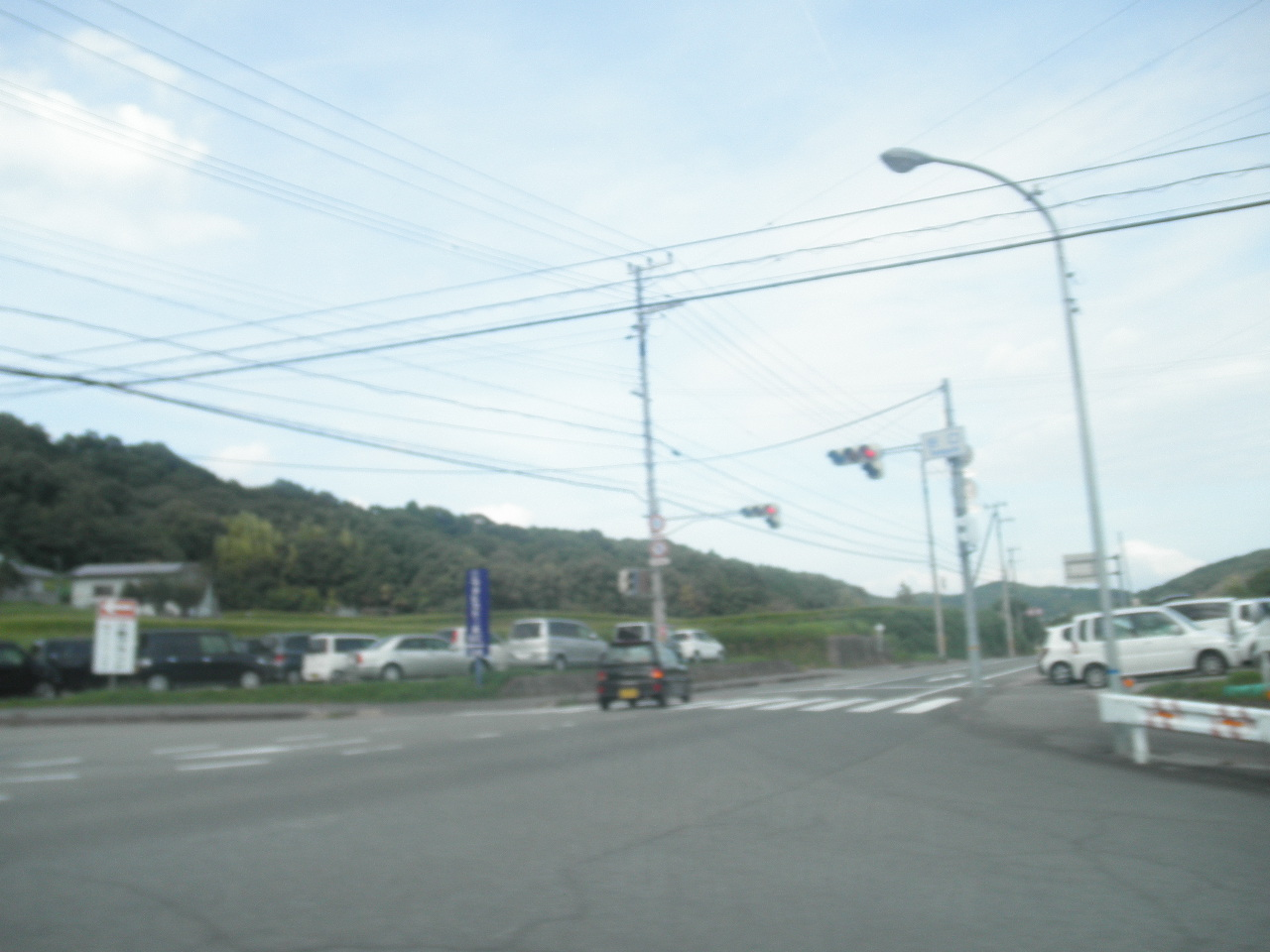
終点付近
三木市細川町増田で撮影

### 通過する自治体
- 三木市

### 交差する道路
| 交差する道路                                                | 交差する場所 | 交差する場所      |
| ----------------------------------------------------------- | ------------ | ----------------- |
| 兵庫県道506号市野瀬有馬線                                   | 吉川町楠原   | 起点              |
| 国道428号 重複区間起点 兵庫県道354号淡河吉川線 重複区間起点 | 吉川町奥谷   | 二ツ子町交差点    |
| 国道428号 重複区間終点 兵庫県道354号淡河吉川線 重複区間終点 | 吉川町湯谷   |                   |
| 兵庫県道144号西脇口吉川神戸線 重複区間起点                  | 細川町中里   |                   |
| 兵庫県道144号西脇口吉川神戸線 重複区間終点                  | 細川町中里   |                   |
| 兵庫県道85号神戸加東線                                      | 細川町増田   | 谷口交差点 / 起点 |

### 沿線
- 関西クラシックゴルフ倶楽部
- オリムピックゴルフ倶楽部
- フォレスト三木ゴルフ倶楽部

## ギャラリー

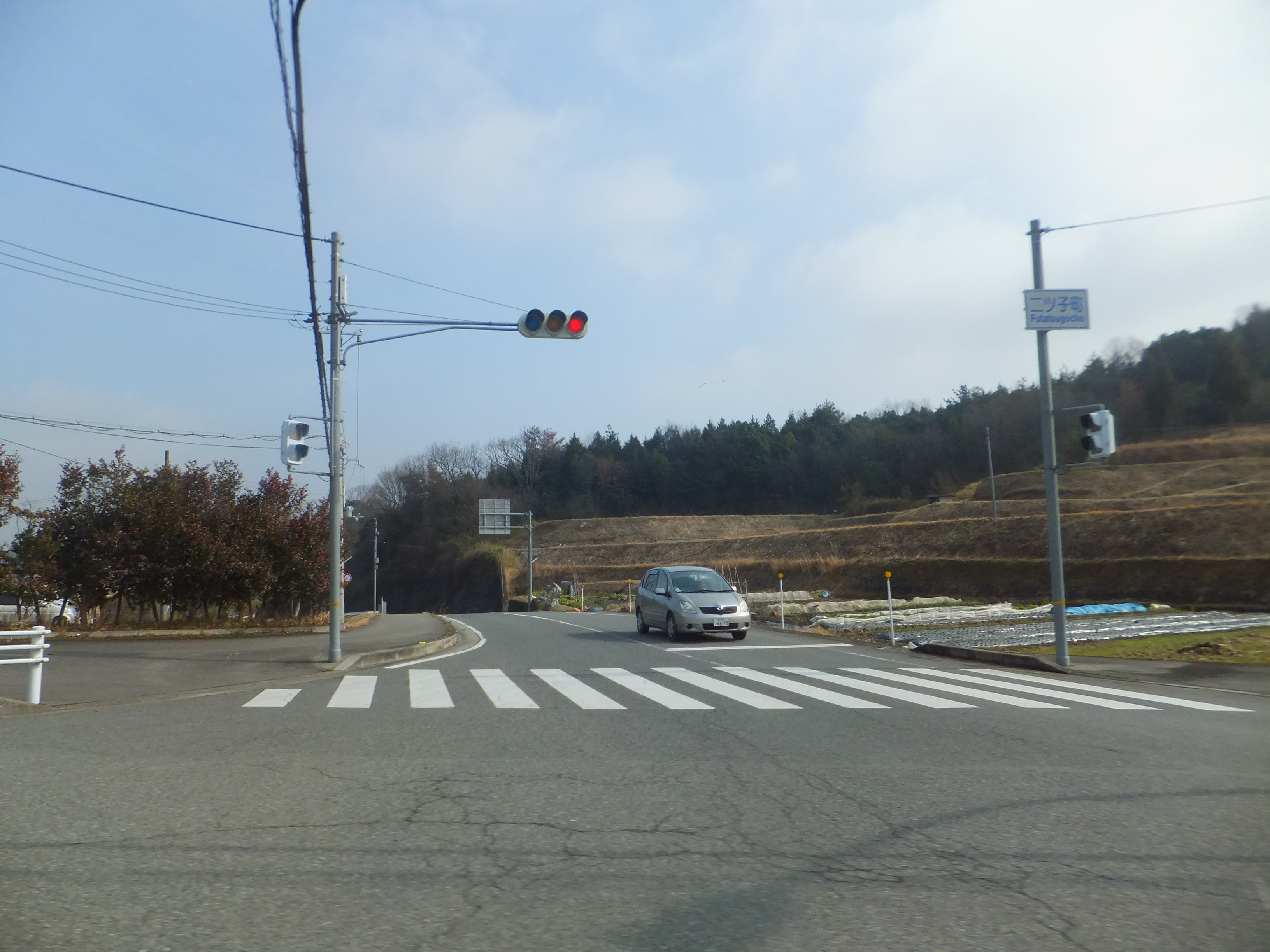
国道428号・兵庫県道354号淡河吉川線付近 三木市吉川町奥谷で撮影
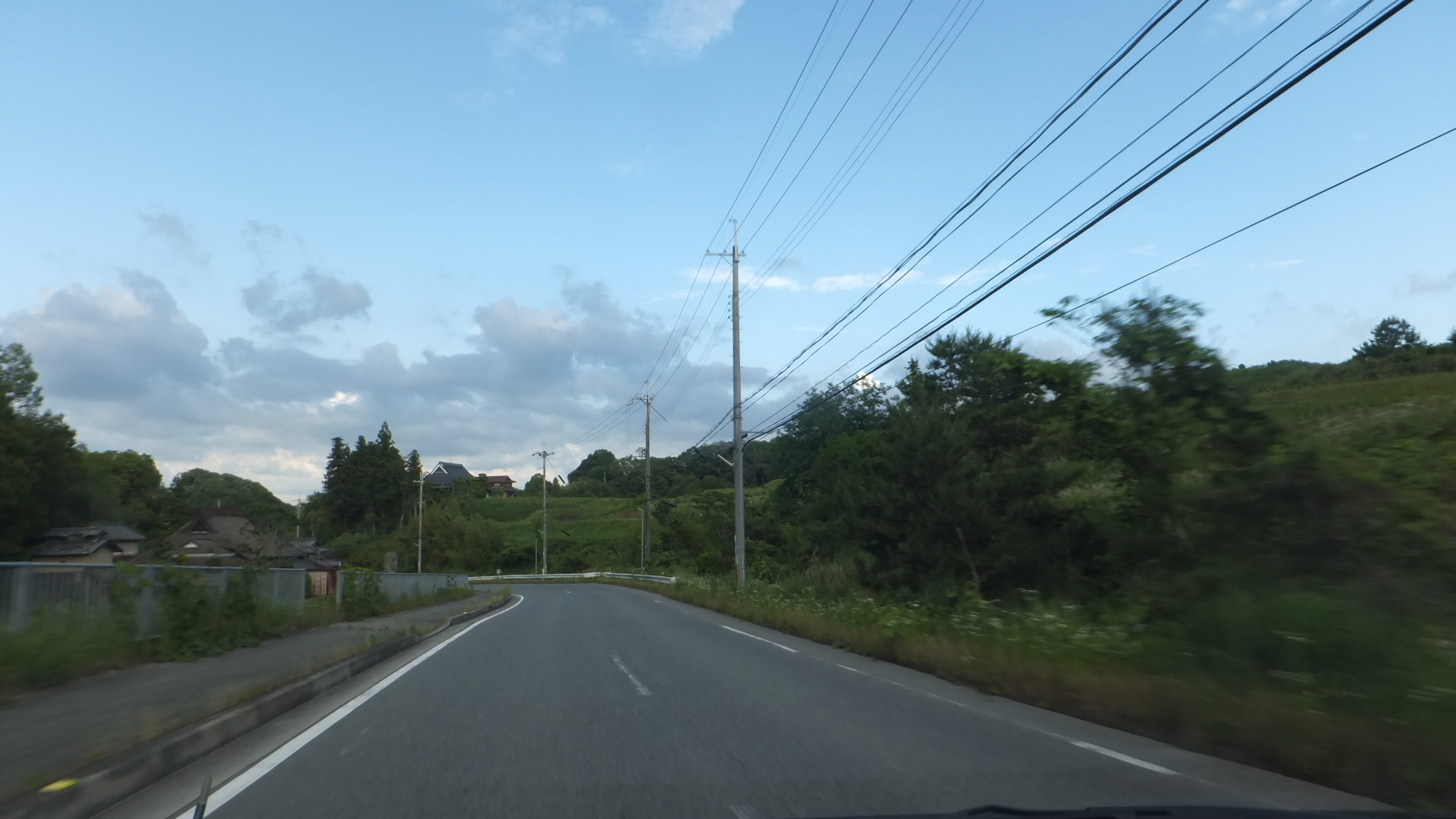
道路が貧弱な区間 三木市吉川町奥谷で撮影
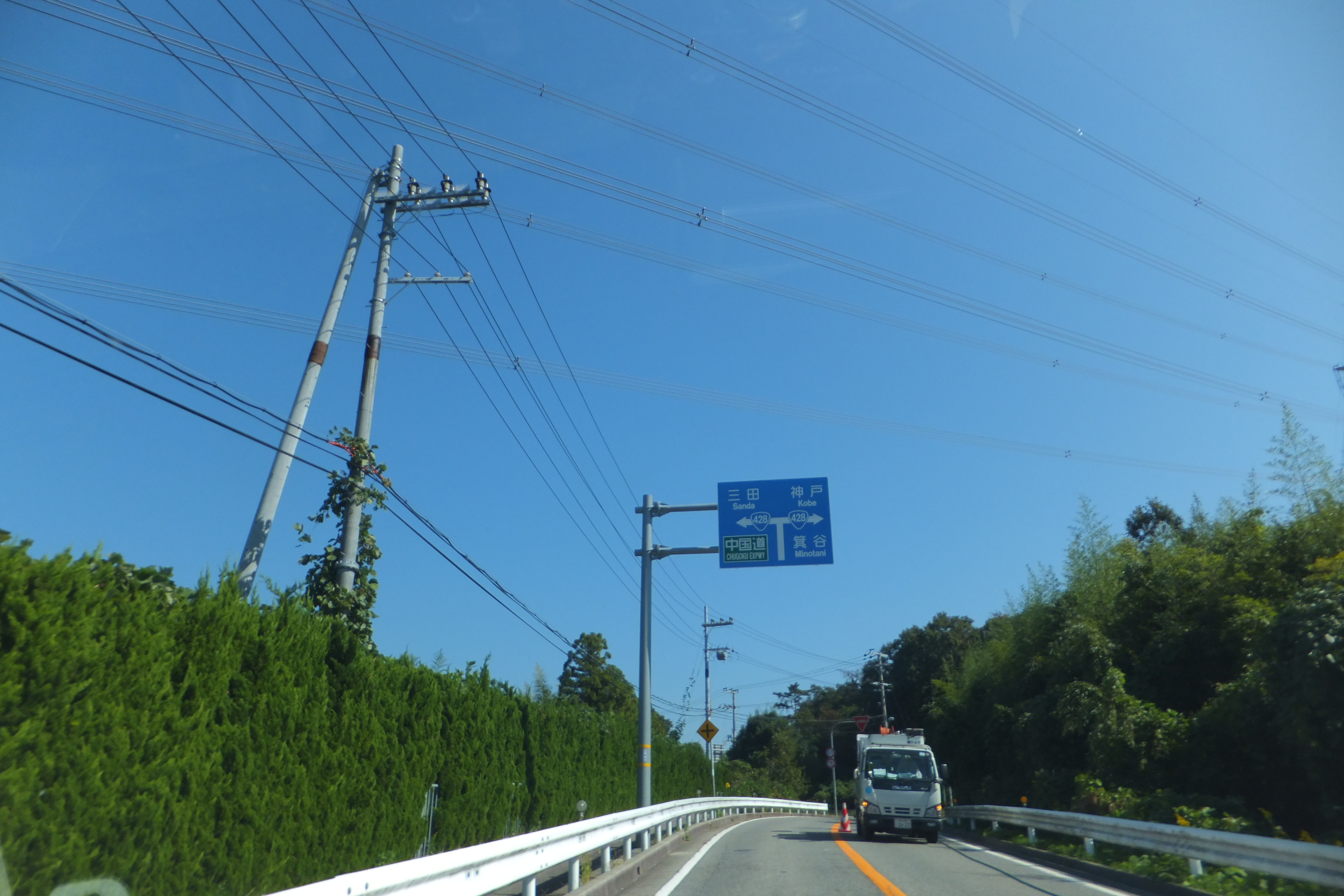
三木市細川町と同市吉川町の境目付近 三木市吉川町湯谷で撮影
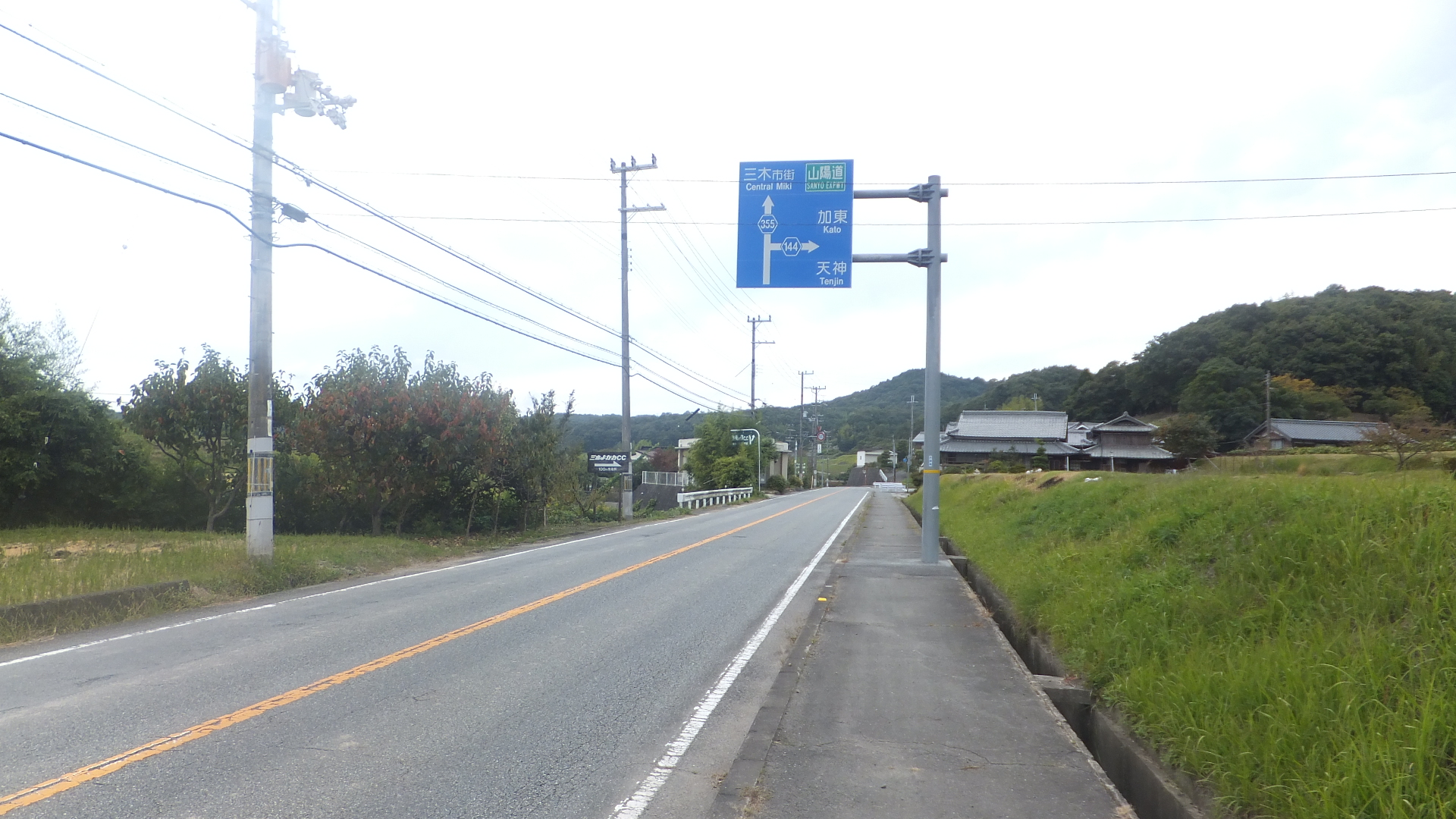
兵庫県道144号西脇口吉川神戸線付近 三木市細川町中里で撮影